# Lijst van afleveringen van Rawhide
Dit is een lijst met afleveringen van de Amerikaanse televisieserie Rawhide. De serie telt 8 seizoenen. Een overzicht van alle afleveringen is hieronder te vinden.

## Seizoen 1
| #  | Titel Aflevering                   | Uitzenddatum VS  |
| -- | ---------------------------------- | ---------------- |
| 1  | Incident of the Tumbleweed Wagon   | 9 januari 1959   |
| 2  | Incident at Alabaster Plain        | 16 januari 1959  |
| 3  | Incident with an Executioner       | 23 januari 1959  |
| 4  | Incident of the Widowed Dove       | 30 januari 1959  |
| 5  | Incident on the Edge of Madness    | 6 februari 1959  |
| 6  | Incident of the Power and the Plow | 13 februari 1959 |
| 7  | Incident at Barker Springs         | 20 februari 1959 |
| 8  | Incident West of Lano              | 27 februari 1959 |
| 9  | Incident of the Town in Terror     | 4 maart 1959     |
| 10 | Incident of the Golden Calf        | 13 maart 1959    |
| 11 | Incident of the Coyote Weed        | 20 maart 1959    |
| 12 | Incident of the Cubasco            | 3 april 1959     |
| 13 | Incident of the Curious Street     | 10 april 1959    |
| 14 | Incident of the Dog Days           | 17 april 1959    |
| 15 | Incident of the Calico Gun         | 24 april 1959    |
| 16 | Incident of the Misplaced Indians  | 1 mei 1959       |
| 17 | Incident of Fear in the Streets    | 8 mei 1959       |
| 18 | Incident Below the Brazos          | 15 mei 1959      |
| 19 | Incident of the Dry Drive          | 22 mei 1959      |
| 20 | Incident of the Judas Trap         | 5 juni 1959      |
| 21 | Incident in No Man's Land          | 12 juni 1959     |
| 22 | Incident of a Burst of Evil        | 26 juni 1959     |
| 23 | Incident of the Roman Candles      | 10 juli 1959     |

## Seizoen 2
| #  | Titel Aflevering                    | Uitzenddatum VS   |
| -- | ----------------------------------- | ----------------- |
| 1  | Incident of the Day of the Dead     | 18 september 1959 |
| 2  | Incident at Dangerfield Dip         | 2 oktober 1959    |
| 3  | Incident of the Shambling Man       | 9 oktober 1959    |
| 4  | Incident at Jacob's Well            | 16 oktober 1959   |
| 5  | Incident of the Thirteenth Man      | 23 oktober 1959   |
| 6  | Incident at the Buffalo Smokehouse  | 30 oktober 1959   |
| 7  | Incident of the Haunted Hills       | 6 november 1959   |
| 8  | Incident of the Stalking Death      | 13 november 1959  |
| 9  | Incident of the Valley in Shadow    | 20 november 1959  |
| 10 | Incident of the Blue Fire           | 11 december 1959  |
| 11 | Incident at Spanish Rock            | 18 december 1959  |
| 12 | Incident of the Druid's Curse       | 8 januari 1960    |
| 13 | Incident at Red River Station       | 15 januari 1960   |
| 14 | Incident of the Devil and His Due   | 22 januari 1960   |
| 15 | Incident of the Wanted Painter      | 29 januari 1960   |
| 16 | Incident at Tinker's Dam            | 5 februari 1960   |
| 17 | Incident of the Night Horse         | 19 februari 1960  |
| 18 | Incident of the Sharpshooter        | 26 februari 1960  |
| 19 | Incident of the Dust Flower         | 4 maart 1960      |
| 20 | Incident at Sulphur Creek           | 11 maart 1960     |
| 21 | Incident of the Champagne Bottles   | 18 maart 1960     |
| 22 | Incident of the Stargazer           | 1 april 1960      |
| 23 | Incident of the Dancing Death       | 8 april 1960      |
| 24 | The Incident of the Arana Sacar     | 22 april 1960     |
| 25 | Incident of the Deserter            | 29 april 1960     |
| 26 | Incident of the One Hundred Amulets | 6 mei 1960        |
| 27 | Incident of the Murder Steer        | 13 mei 1960       |
| 28 | Incident of the Music Maker         | 20 mei 1960       |
| 29 | Incident of the Silent Web          | 3 juni 1960       |
| 30 | Incident of the Last Chance         | 10 juni 1960      |
| 31 | Incident in the Garden of Eden      | 17 juni 1960      |

## Seizoen 3
| #  | Titel Aflevering                  | Uitzenddatum VS   |
| -- | --------------------------------- | ----------------- |
| 1  | Incident at Rojo Canyon           | 30 september 1960 |
| 2  | Incident of the Challenge         | 14 oktober 1960   |
| 3  | Incident at Dragoon Crossing      | 21 oktober 1960   |
| 4  | Incident of the Night Visitor     | 4 november 1960   |
| 5  | Incident of the Slavemaster       | 11 november 1960  |
| 6  | Incident on the Road to Yesterday | 18 november 1960  |
| 7  | Incident at Superstition Prairie  | 2 december 1960   |
| 8  | Incident at Poco Tiempo           | 9 december 1960   |
| 9  | Incident of the Captive           | 16 december 1960  |
| 10 | Incident of the Buffalo Soldier   | 1 januari 1961    |
| 11 | Incident of the Broken Word       | 20 januari 1961   |
| 12 | Incident at the Top of the World  | 27 januari 1961   |
| 13 | Incident Near the Promised Land   | 13 februari 1961  |
| 14 | Incident of the Big Blowout       | 10 februari 1961  |
| 15 | Incident of the Fish Out of Water | 17 februari 1961  |
| 16 | Incident on the Road Back         | 24 februari 1961  |
| 17 | Incident of the New Start         | 3 maart 1961      |
| 18 | Incident of the Running Iron      | 10 maart 1961     |
| 19 | Incident near Gloomy River        | 17 maart 1961     |
| 20 | Incident of the Boomerang         | 24 maart 1961     |
| 21 | Incident of his Brother's Keeper  | 31 maart 1961     |
| 22 | Incident in the Middle of Nowhere | 7 april 1961      |
| 23 | Incident of the Phantom Bugler    | 14 april 1961     |
| 24 | Incident of the Lost Idol         | 28 april 1961     |
| 25 | Incident of the Running Man       | 5 mei 1961        |
| 26 | Incident of the Painted Lady      | 12 mei 1961       |
| 27 | Incident before Black Pass        | 19 mei 1960       |
| 28 | Incident of the Blackstorms       | 26 mei 1961       |
| 29 | Incident of the Night on the Town | 2 juni 1961       |
| 30 | Incident of the Wager on Payday   | 16 juni 1961      |

## Seizoen 4
| #  | Titel Aflevering            | Uitzenddatum VS   |
| -- | --------------------------- | ----------------- |
| 1  | Incident at Rio Salado      | 29 september 1961 |
| 2  | The Sendoff                 | 2 oktober 1961    |
| 3  | The Long Shakedown          | 13 oktober 1961   |
| 4  | Judgment at Hondo Seco      | 20 oktober 1961   |
| 5  | The Lost Tribe              | 27 oktober 1961   |
| 6  | The Inside Man              | 3 november 1961   |
| 7  | The Black Sheep             | 10 november 1961  |
| 8  | The Prairie Elephant        | 17 november 1961  |
| 9  | The Little Fishes           | 24 november 1961  |
| 10 | The Blue Sky                | 8 december 1961   |
| 11 | The Gentleman's Gentleman   | 15 december 1961  |
| 12 | Twenty-Five Santa Clauses   | 22 december 1961  |
| 13 | The Long Count              | 5 januari 1962    |
| 14 | The Captain's Wife          | 12 januari 1962   |
| 15 | The Peddler                 | 19 januari 1962   |
| 16 | The Woman Trap              | 26 januari 1962   |
| 17 | The Boss's Daughters        | 2 februari 1962   |
| 18 | Deserter's Patrol           | 9 februari 1962   |
| 19 | The Greedy Town             | 16 februari 1962  |
| 20 | Grandma's Money             | 23 februari 1962  |
| 21 | The Pitchwagon              | 2 maart 1962      |
| 22 | The Hostage Child           | 9 maart 1962      |
| 23 | The Immigrants              | 16 maart 1962     |
| 24 | The Child Woman             | 23 maart 1962     |
| 25 | A Woman's Place             | 30 maart 1962     |
| 26 | The Reunion                 | 6 april 1962      |
| 27 | The House of the Hunter     | 20 april 1962     |
| 28 | Gold Fever                  | 4 mei 1962        |
| 29 | The Devil and the Deep Blue | 11 mei 1962       |
| 30 | Abilene                     | 18 mei 1962       |

## Seizoen 5
| #  | Titel Aflevering                     | Uitzenddatum VS   |
| -- | ------------------------------------ | ----------------- |
| 1  | Incident of the Hunter               | 28 september 1962 |
| 2  | Incident of the Portrait             | 5 oktober 1962    |
| 3  | Incident at Cactus Wells             | 12 oktober 1962   |
| 4  | Incident of the Prodigal Son         | 19 oktober 1962   |
| 5  | Incident of the Four Horsemen        | 26 oktober 1962   |
| 6  | Incident of the Lost Woman           | 2 november 1962   |
| 7  | Incident of the Dogfaces             | 9 november 1962   |
| 8  | Incident of the Wolvers              | 16 november 1962  |
| 9  | Incident at Sugar Creek              | 23 november 1962  |
| 10 | Incident of the Reluctant Bridegroom | 30 november 1962  |
| 11 | Incident of the Querencias           | 7 december 1962   |
| 12 | Incident at Quivira                  | 14 december 1962  |
| 13 | Incident of Decision                 | 28 december 1962  |
| 14 | Incident of the Buryin' Men          | 4 januari 1963    |
| 15 | Incident at the Trail's End          | 11 januari 1963   |
| 16 | Incident at Spider Rock              | 18 januari 1963   |
| 17 | Incident of the Mountain Man         | 25 januari 1963   |
| 18 | Incident at Crooked Hat              | 1 februari 1963   |
| 19 | Incident of Judgment Day             | 8 februari 1963   |
| 20 | Incident of the Gallows Tree         | 22 februari 1963  |
| 21 | Incident of the Married Widow        | 1 maart 1963      |
| 22 | Incident of the Pale Rider           | 15 maart 1963     |
| 23 | Incident of the Comanchero           | 22 maart 1963     |
| 24 | Incident of the Clown                | 29 maart 1963     |
| 25 | Incident of the Black Ace            | 12 april 1963     |
| 26 | Incident of the Hostages             | 19 april 1963     |
| 27 | Incident of the White Eyes           | 3 mei 1963        |
| 28 | Incident at Rio Doloroso             | 10 mei 1963       |
| 29 | Incident at Alkali Sink              | 24 mei 1963       |

## Seizoen 6
| #  | Titel Aflevering               | Uitzenddatum VS   |
| -- | ------------------------------ | ----------------- |
| 1  | Incident of the Red Wind       | 26 september 1963 |
| 2  | Incident of Iron Bull          | 3 oktober 1963    |
| 3  | Incident at El Crucero         | 10 oktober 1963   |
| 4  | Incident of the Travellin' Man | 17 oktober 1963   |
| 5  | Incident at Paradise           | 24 oktober 1963   |
| 6  | Incident at Farragut Pass      | 31 oktober 1963   |
| 7  | Incident at Two Graves         | 7 november 1963   |
| 8  | Incident of the Rawhiders      | 14 november 1963  |
| 9  | Incident of the Prophecy       | 21 november 1963  |
| 10 | Incident at Confidence Creek   | 28 november 1963  |
| 11 | Incident of the Death Dancer   | 5 december 1963   |
| 12 | Incident of the Wild Deuces    | 12 december 1963  |
| 13 | Incident of the Geisha         | 19 december 1963  |
| 14 | Incident at Ten Trees          | 2 januari 1964    |
| 15 | Incident of the Rusty Shotgun  | 9 januari 1964    |
| 16 | Incident of the Midnight Cave  | 16 januari 1964   |
| 17 | Incident of the Dowry Dundee   | 23 januari 1964   |
| 18 | Incident at Gila Flats         | 30 januari 1964   |
| 19 | Incident of the Pied Piper     | 6 februari 1964   |
| 20 | Incident of the Swindler       | 20 februari 1964  |
| 21 | Incident of the Wanderer       | 27 februari 1964  |
| 22 | Incident at Zebulon            | 5 maart 1964      |
| 23 | Incident at Hourglass          | 12 maart 1964     |
| 24 | Incident at the Odyssey        | 26 maart 1964     |
| 25 | Incident of the Banker         | 2 april 1964      |
| 26 | Incident at El Toro            | 9 april 1964      |
| 27 | Incident at Deadhorse: Part 1  | 16 april 1964     |
| 28 | Incident at Deadhorse: Part 2  | 23 april 1964     |
| 29 | Incident of the Gilded Goddess | 30 april 1964     |
| 30 | Incident at Seven Fingers      | 7 mei 1964        |
| 31 | Incident of the Peyote Cup     | 14 mei 1964       |

## Seizoen 7
| #  | Titel Aflevering     | Uitzenddatum VS   |
| -- | -------------------- | ----------------- |
| 1  | The Race             | 25 september 1964 |
| 2  | The Enormous Fist    | 2 oktober 1964    |
| 3  | Piney                | 9 oktober 1964    |
| 4  | The Lost Herd        | 16 oktober 1964   |
| 5  | A Man Called Mushy   | 23 oktober 1964   |
| 6  | Canliss              | 30 oktober 1964   |
| 7  | Damon's Road: Part 1 | 13 november 1964  |
| 8  | Damon's Road: Part 2 | 20 november 1964  |
| 9  | The Backshooter      | 27 november 1964  |
| 10 | Corporal Dasovik     | 4 december 1964   |
| 11 | The Photographer     | 11 december 1964  |
| 12 | No Dogs or Drovers   | 18 december 1964  |
| 13 | The Meeting          | 1 januari 1965    |
| 14 | The Book             | 8 januari 1965    |
| 15 | Josh                 | 15 januari 1965   |
| 16 | A Time for Waiting   | 22 januari 1965   |
| 17 | Moment in the Sun    | 29 januari 1965   |
| 18 | Texas Fever          | 5 februari 1965   |
| 19 | Blood Harvest        | 12 februari 1965  |
| 20 | The Violent Land     | 5 maart 1965      |
| 21 | The Winter Soldier   | 12 maart 1965     |
| 22 | Prairie Fire         | 19 maart 1965     |
| 23 | The Retreat          | 26 maart 1965     |
| 24 | The Empty Sleeve     | 2 april 1965      |
| 25 | The Diehard          | 9 april 1965      |
| 26 | Mrs. Harmon          | 16 april 1965     |
| 27 | The Calf Women       | 30 april 1965     |
| 28 | The Spanish Camp     | 7 mei 1965        |
| 29 | El Hombre Bravo      | 14 mei 1965       |
| 30 | The Gray Rock Hotel  | 21 mei 1965       |

## Seizoen 8
| #  | Titel Aflevering          | Uitzenddatum VS   |
| -- | ------------------------- | ----------------- |
| 1  | Encounter at Boot Hill    | 14 september 1965 |
| 2  | Ride a Crooked Mile       | 21 september 1965 |
| 3  | Six Weeks to Bent Fork    | 28 september 1965 |
| 4  | Walk into Terror          | 5 oktober 1965    |
| 5  | Escape to Doom            | 12 oktober 1965   |
| 6  | Hostage for Hanging       | 19 oktober 1965   |
| 7  | The Vasquez Woman         | 26 oktober 1965   |
| 8  | Clash at Broken Bluff     | 2 november 1965   |
| 9  | The Pursuit               | 9 november 1965   |
| 10 | Duel at Daybreak          | 16 november 1965  |
| 11 | Brush War at Buford       | 23 november 1965  |
| 12 | The Testing Post          | 30 november 1965  |
| 13 | Crossing at White Feather | 7 december 1965   |